# 大帕拉季
48°0′1″N 22°52′56″E / 48.00028°N 22.88222°E
大帕拉季（烏克蘭語：Велика Паладь），是烏克蘭西部的村莊，隸屬外喀爾巴阡州的貝雷霍韋區。該村始建於1400年，面積10,915平方公里，海拔高度123米，2001年人口1,824，人口密度每平方公里0.17人。